# چبیسزو کلونیا
چبیسزو کلونیا (به لاتین: Trzebieszów-Kolonia) یک سکونتگاه مسکونی در لهستان است که در Gmina Trzebieszów واقع شده‌است.